# Mario Gatti
Mario Gatti (Sessa Aurunca, 11 de fevereiro de 1879 — Campinas, 3 de março de 1964) foi um médico ítalo-brasileiro.
Em sua homenagem foi batizado o hospital municipal de Campinas, inaugurado em 1974.

## Biografia

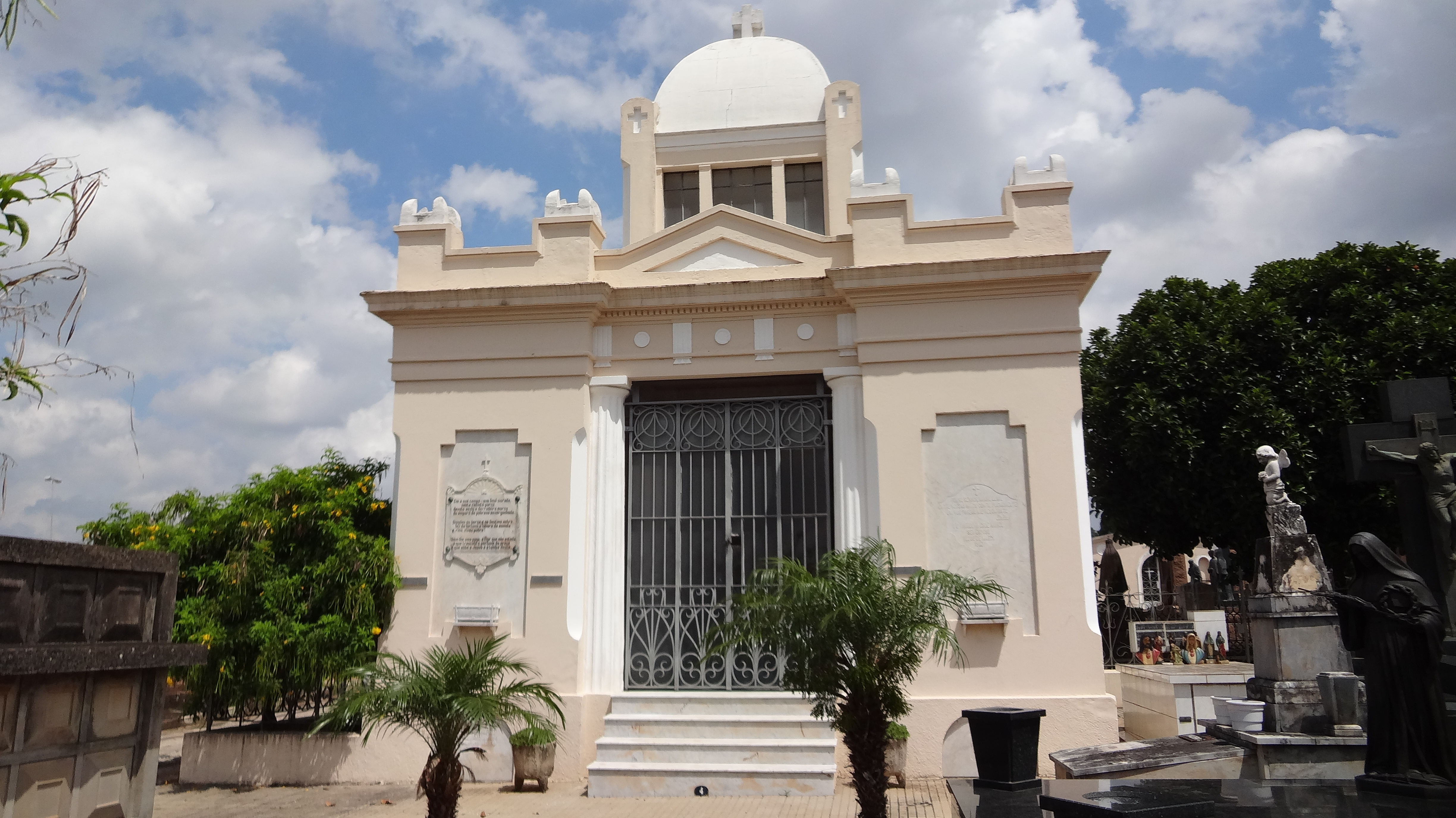
Mausoléu da Família De Marco, onde está sepultado Mário Gatti no Cemitério da Saudade em Campinas

Nasceu próximo a Nápoles, na Itália no dia 11 de fevereiro de 1879. Em 1905 emigra para o Brasil na cidade de Campinas, muitos acreditam que ele desembarcou no município para exercer sua profissão, mas na verdade veio para se casar com Francesca De Marco, filha de Rocco De Marco, empresário italiano que fez fortuna em Campinas.
Formou-se em medicina na Bahia e iniciou em sua carreira quando começou a clinicar na Real Sociedade Beneficência Portuguesa. Depois, de alguns anos estudando em Paris, retornou para Campinas, em 1915, onde fixou residência.
O médico sempre colocava Campinas como a cidade do coração. “É o meu segundo berço, o mais importante cenário de minha humilde existência. Foi neste pedaço de paraíso que iniciei a minha carreira profissional. A eterna primavera de seu clima ameno, a bondade e a simplicidade dos seus filhos empolgaram a minha juventude”, disse à época.
Mesmo com idade avançada, mais de 70 anos, Mário Gatti ajudou as vítimas do acidente que levou ao desabamento o Cine Rink, na década de 50. Em fevereiro de 1976, o município homenageou com o nome: Hospital Municipal Dr. Mário Gatti.
Gatti morreu às 10 horas do dia 4 de março de 1964 deixando os filhos Teodora Gatti Pagano Brando, Attilia Gatti Guedes de Melo e Roque De Marco Gatti, além de netos e bisnetos. Mario Gatti era filho de Lelio Gatti e Attilia Tumolo.